# فرانکو داوین
فرانکو داوین (اسپانیایی: Franco Davín‎؛ زادهٔ ۱ ژانویهٔ ۱۹۷۰) یک تنیس‌باز اهل آرژانتین است.